# Mycomya byersi
Mycomya byersi är en tvåvingeart som beskrevs av Vaisanen 1984. Mycomya byersi ingår i släktet Mycomya och familjen svampmyggor. Inga underarter finns listade i Catalogue of Life.